# Malaisichneumon rufus
Malaisichneumon rufus är en stekelart som beskrevs av Heinrich 1965. Malaisichneumon rufus ingår i släktet Malaisichneumon och familjen brokparasitsteklar. Inga underarter finns listade i Catalogue of Life.